# Metadesmolaimus labiosetosus
Metadesmolaimus labiosetosus är en rundmaskart som beskrevs av Stekhoven 1935. Metadesmolaimus labiosetosus ingår i släktet Metadesmolaimus och familjen Monhysteridae. Inga underarter finns listade i Catalogue of Life.